# بيار رباط
بيار رباط (7 أبريل 1983-) إعلامي ومنتج لبناني اشتهر بتقديمه برنامج «منا وجر» على قناة إم تي في اللبنانية المثير للجدل بسبب انتقاده للمشاهير

## حياته
درس الهندسة في «الجامعة اليسوعية» وتخرج عام 2002 حاصل على ماجستير هندسة الاتصالات من جامعة القديس يوسف عام 2006 

## مشواره المهني
دخل مجال الإعلام من من خلال المشاركة في تقديم «روتانا كافيه» عبر شاشة «روتانا» في العام 2002. توجّه إلى دبي، لكن رئيــس مجلس إدارة «روتانا» في ذلك الوقت ميشال المر طلب منه البقاء. كان يعمل آنذاك في «ستوديو فيزيون» وفي قناة «روتانا موسيقى»، كان المر يحــضّر لعودة «ام تي في» إلى البث، وكان مسؤولاً عـــن إجراء الأبحاث في مجال التطوير التكنولوجي، ومســــؤولاً عن اختيار الكاميرات والمعدات للمحطة العائدة.
«اكتسب خبرة من خلال فترة تدريبه خضع لها في القسم التقني في استديوهات (راديو فرانس) في العام 2005 خلال دراسته الجامعية، من هنا بدأت علاقته بقسم التطوير في المحطة
بعدها عمل في إعداد برامج منوعة واكبت إعادة إطلاق شاشة الـ «إم تي في اللبنانية»، وقدم برنامج «لوغ إن» وبعده برنامج «من الآخر»، وأتولى إنتاج «مين قال» الذي يعرض قبل نشرة الأخبار المسائية وبرنامج «تركا علينا» قدم بعدها برنامج منا وجر
بعدما أعجبته فكرة برنامج « Touche Pas A Mon Poste» واشترتوا الفكرة وأصبحت «منا وجر» 
في مطلع العام 2021 بدأ بتقديم برنامج «على غير كوكب»

### حياته الأسرية
في أغسطس 2015 تزوج من«جنى دوماني» من خارج الوسط الفني ورزق منها بابنته "Audrey" في نوفمبر 2016